# Plein sud (film, 1981)
Pour les articles homonymes, voir Plein sud.
Pour plus de détails, voir Fiche technique et Distribution.
Plein sud est un film français réalisé par Luc Béraud et sorti en 1981.

## Synopsis
Années 1980 : Paris est en pleine insurrection. Carole (Caroline à l'état-civil), fort jolie jeune femme, tient le rôle de la maîtresse de Philippe Muphand, un futur ministre, très à droite. Elle rompt cette relation avant de partir  avec celui qu'elle pense être « le premier venu ». Universitaire, Serge Lainé croit la séduire et décide d'aller avec elle à Barcelone, où il est attendu pour une conférence par le recteur Martinez. 
Il abandonne son épouse d'un coup de téléphone, suscitant la colère de celle-ci et de son propre frère. Le nouveau couple prend un train bondé et s'installe dans un hôtel barcelonais, suivant l'actualité française par les journaux.
Mais la jeune femme semble être la proie d'individus louches, dont sa propre mère et son frère.

## Fiche technique
Source : IMDb, sauf mention contraire
- Réalisateur : Luc Béraud
- Scénaristes : Luc Béraud, André Weinfeld, Jean-Louis Comolli, José María Cunilles, Jean-André Fieschi et Claude Miller
- Musique : Éric Demarsan
- Photographie : Bernard Lutic
- Montage : Joële van Effenterre
- Création des costumes : Corinne Jorry
- Production : José María Cunillés, Lise Fayolle, Isabel Mulá, Hubert Niogret, Giorgio Silvagni
- Sociétés de production : Cinéproductiom, Gaumont, Films Dara
- Société de distribution : Gaumont
- Format : Couleur - 1,66:1 - 35 mm - Son mono
- Pays d'origine :  France -  Espagne
- Genre : drame
- Durée : 86 minutes
- Date de sortie : France - 29 avril 1981

## Distribution
- Clio Goldsmith : Caroline dite Carole
- Patrick Dewaere : Serge Lainé
- Jeanne Moreau : Hélène, la mère de Caroline
- Guy Marchand : Max Moineau
- Pierre Dux : Rognon
- Mado Maurin : la concierge
- Roland Amstutz : Jeannot Lainé, le frère de Serge
- José Luis López Vázquez : Sr. Martínez
- Luis Andrés : le sous-directeur de l'hôtel
- Béatrice Camurat : Pepita, la danseuse
- Robert Rimbaud : Philippe Muphand
- Nicole Jamet : Nicole Lainé, la femme de Serge
- Carlos Luchetti : un policier municipal
- Juan Viñallonga : un policier municipal
- Jean Antolinos : le voyageur espagnol
- Gérard Cuvier : le garçon du wagon-restaurant
- Jacqueline Dufranne : la mère de Nicole
- Philippe du Janerand : l'employé SNCF
- Josep Lluís Fonoll : l'employé du labo photo
- Josep Castillo Escalona : le concierge de l'hôtel
- Lorenzo Guillén : le marchand de journaux
- Rosalía Iranzo : l'employée du labo photo
- Carlos Lucena : le serveur du restaurant
- Félix Moix : Dr. Firmin
- Michel Such : l'employé des wagons-lits
- Juan Velilla : le chauffeur de taxi
- Asunción Vitoria : Mme Martínez
- Carmen Zilouca : la femme de ménage
- Claude Miller : un monsieur au wagon-lit (caméo)

## Vidéothèque
Ce film existe en VHS (d'occasion) très difficilement trouvable. Ce film devait être édité en DVD le 17 octobre 2007 (chez Gaumont Tristar Columbia RCA). Pour des raisons de distribution (Gaumont Vidéo), cette sortie a été repoussée à octobre 2010, dans une version non restaurée.
Un Blu-Ray sort en 2017.